# Timo Schlag
Timo Schlag (* 4. August 1995 in Frankfurt am Main) ist ein deutscher Volleyballspieler.

## Karriere
Schlag begann seine Karriere am Volleyball-Internat Frankfurt. In der Saison 2014/15 spielte er bei der Nachwuchsmannschaft VC Olympia Berlin in der ersten Bundesliga. Danach wechselte der Außenangreifer zum Erstligisten Chemie Volley Mitteldeutschland. Mit den Spergauern kam er ins Viertelfinale des DVV-Pokals und ins Playoff-Viertelfinale, aber der Verein erhielt keine Lizenz für die nächste Saison. Schlag wechselte daraufhin zunächst zum TV Bühl. Wegen einer Schulterverletzung wechselte er 2017 studienbedingt zurück nach Berlin, wo er von den Netzhoppers Königs Wusterhausen verpflichtet wurde. Seit 2018 spielt Schlag beim Zweitligisten SV Lindow-Gransee.

## Privates
Im Wintersemester 2014/15 begann Schlag an der TU Berlin ein Mathematik-Studium.